# Championnats du monde de VTT et de trial 2004
Pour les articles homonymes, voir Trial (homonymie).
Navigation
Lugano 2003 Livigno 2005
Les championnats du monde de VTT et de trial 2004 se sont déroulés aux Gets en France du 8 au 12 septembre 2004.

## Médaillés

### Cross-country
| Épreuves                                    | Or                                                         | Or              | Argent                                                       | Argent       | Bronze                                                                   | Bronze       |
| ------------------------------------------- | ---------------------------------------------------------- | --------------- | ------------------------------------------------------------ | ------------ | ------------------------------------------------------------------------ | ------------ |
| Hommes résultats détaillés                  | Julien Absalon                                             | 2 h 20 min 37 s | Cédric Ravanel                                               | + 57 s       | Thomas Frischknecht                                                      | + 1 min 44 s |
| Femmes résultats détaillés                  | Gunn-Rita Dahle                                            | 2 h 02 min 12 s | Maja Włoszczowska                                            | + 1 min 06 s | Alison Sydor                                                             | + 1 min 45 s |
| Hommes, moins de 23 ans résultats détaillés | Manuel Fumic                                               | 1 h 56 min 10 s | Liam Killeen                                                 | + 4 s        | Florian Vogel                                                            | + 2 min 14 s |
| Hommes, juniors résultats détaillés         | Nino Schurter                                              | 1 h 34 min 24 s | Stéphane Tempier                                             | + 2 min 05 s | Maxime Marotte                                                           | + 2 min 48 s |
| Femmes, juniors résultats détaillés         | Nathalie Schneitter                                        | 1 h 44 min 11 s | Laura Metzler                                                | + 11 s       | Tereza Hurikova                                                          | + 1 min 32 s |
| Relais mixte résultats détaillés            | Canada Geoff Kabush Max Plaxton Kiara Bisaro Raphaël Gagné | 1 h 09 min 00 s | Suisse Ralph Näf Florian Vogel Nino Schurter Barbara Blatter | + 24 s       | Pologne Marcin Karczynski Kryspin Pyrgies Pawel Szpila Maja Włoszczowska | + 57 s       |

### Descente
| Épreuves                            | Or              | Or            | Argent          | Argent    | Bronze              | Bronze    |
| ----------------------------------- | --------------- | ------------- | --------------- | --------- | ------------------- | --------- |
| Hommes résultats détaillés          | Fabien Barel    | 2 min 40.78 s | Greg Minnaar    | + 0.58 s  | Samuel Hill         | + 1.42 s  |
| Femmes résultats détaillés          | Vanessa Quin    | 3 min 08.04 s | Mio Suemasa     | + 2.78 s  | Céline Gros         | + 3.98 s  |
| Hommes, juniors résultats détaillés | Romain Saladini | 2 min 48.69 s | Florent Payet   | + 0.89 s  | Kyle Strait         | + 2.46 s  |
| Femmes, juniors résultats détaillés | Scarlett Hagen  | 3 min 09.24 s | Rachel Atherton | + 10.83 s | Audrey Le Corguillé | + 12.21 s |

### Four-cross
| Épreuves                   | Or            | Argent           | Bronze        |
| -------------------------- | ------------- | ---------------- | ------------- |
| Hommes résultats détaillés | Eric Carter   | Mickael Deldycke | Michal Prokop |
| Femmes résultats détaillés | Jana Horakova | Jill Kintner     | Tara Llanes   |

### Trial
| Épreuves                                      | Or                                                                             | Or       | Argent                                                                                       | Argent  | Bronze                                                        | Bronze  |
| --------------------------------------------- | ------------------------------------------------------------------------------ | -------- | -------------------------------------------------------------------------------------------- | ------- | ------------------------------------------------------------- | ------- |
| Hommes 26 pouces résultats détaillés          | Daniel Comas                                                                   | 12 pts   | Vincent Hermance                                                                             | 15 pts  | Marc Caisso                                                   | 16 pts  |
| Hommes 20 pouces résultats détaillés          | Benito Ros                                                                     | 5 pts    | Marco Hösel                                                                                  | 6 pts   | Rafal Kumorowski                                              | 8 pts   |
| Femmes résultats détaillés                    | Karin Moor                                                                     | 9 pts    | Ann-Christin Bettenhausen                                                                    | 24 pts  | Mireia Abant                                                  | 31 pts  |
| Hommes, juniors 26 pouces résultats détaillés | Ben Savage                                                                     | 10,5 pts | Florian Tournier                                                                             | 14 pts  | Sébastian Hoffmann                                            | 16 pts  |
| Hommes, juniors 20 pouces résultats détaillés | James Hyland                                                                   | 12,5 pts | Ben Savage                                                                                   | 13 pts  | Felix Heller                                                  | 13 pts  |
| Par équipes                                   | Espagne Benito Ros Andreu Miro David Garcia Barriuso Mireia Abant Daniel Comas | 362 pts  | Allemagne Marco Hösel Stefan Lange Ann-Christin Bettenhausen Felix Heller Sébastian Hoffmann | 356 pts | Suisse Karin Moor Sébastian Honegger Stefan Moor Roger Keller | 334 pts |